# Лов на ватру
Лов на ватру (engl. Catching Fire) дистопијски је роман за младе из 2009. године, који је написала Сузан Колинс, и који представља наставак романа Игре глади. Радња се наставља на претходни роман и прати Кетнис Евердин и Питу Меларка, који су присиљени да се врате у арену у посебном издању Игара глади, док истовремено започиње побуна дистриката против тиранског Капитола. 
Књига је први пут објављена 1. септембра 2009. године у издању Scholastic-а у тврдом повезу, а касније је постала доступна и у електронској и аудио форми. Роман је добио позитивне рецензије критичара, а нарочито су похваљени Колинсина проза, развој Кетнисиног лика и завршетак књиге. Као главне теме у роману се спомињу опстанак, државна контрола, бунтовност и међузависност против независности. Књига је продата у преко 19 милиона примерака у Сједињеним Државама. 
Филмска адаптација, Игре глади: Лов на ватру, премијерно је приказана 11. новембра 2013. године.

## Радња
Након победе на 74. Играма глади, Кетнис Евердин и Пита Меларк враћају се кући у Дистрикт 12, најсиромашнији сектор Панема. Шест месеци касније, пред Кетнисину и Питину „победничку турнеју” по земљи, председник Сноу долази у посету Кетнис и говори јој да су њени телевизијски поступци пркоса на претходним Играма подстакли побуну међу дистриктима. Сноу захтева да Кетнис убеди земљу да се тако понела из љубави према Пити, а не као чин побуне Капитолу, или ће бити погубљена цела њена породица и њен најбољи пријатељ Гејл Хоторн. Кетнис открива ову претњу свом ментору, Хејмичу Абернатију, али не и Пити.
Прва станица турнеје је Дистрикт 11, дом Кетнисине савезнице из Игара глади, Ру. Пита најављује да ће део свог добитка дати породицама Ру и другог трибута, Треша, а Кетнис одржава импровизован, срдачан говор, изражавајући захвалност палим трибутима. Један старац салутира Кетнис, коме се придружује гомила; на њен ужас, старац је одмах погубљен. Кетнис говори Пити о Сноуовој претњи и они настављају турнеју као што је предвиђено. Надајући се да ће смирити Сноуа, Пита проси Кетнис током телевизијског интервјуа у Капитолу. Кетнис прихвата, али Сноу је незадовољан њеним наступом, остављајући је у страху за своје најмилије.
Враћајући се у Дистрикт 12, који је сада преплављен суровијим мировњацима ради спровођења владавине Капитола, Кетнис открива да је избио устанак у Дистрикту 8. Гејл је ухваћен у криволову и бичеван на градском тргу све док она и Хејмич не интервенишу. Док лови у шуми, Кетнис упознаје Бони и Твил, избеглице из Дистрикта 8, где је устанак угушен. Планирају да стигну до Дистрикта 13 − за који се верује да је уништен у првој побуни против Капитола − у нади да се тамо становници заправо скривају под земљом. Кетнис је повређена пењући се преко електричне ограде Дистрикта 12 која је сада активна. Спремајући се за своје предстојеће венчање, Кетнис сазнаје да су у Дистриктима 3 и 4 такође избили устанци против Капитола.
Капитол најављује 75. Игре глади, са заокретом − трибути ће бити изабрани од преживелих победника претходних Игара. Кетнис схвата да ће морати да се такмичи или са Хејмичом или са Питом. Хејмич је изабран, али није у стању да заустави Питу који се добровољно пријављује уместо њега. У Капитолу, Хејмич говори Кетнис да пронађе савезнике, али она се везује за најслабије трибуте. У телевизијском интервјуу, Кетнисин стилиста Сина трансформише белу венчаницу, коју је изабрао председник Сноу, у црну хаљину од перја која подсећа на креју, симбол побуне. Пре него што је Кетнис послата у арену, она беспомоћно посматра како су Сину до несвести претукли мировњаци.
Кетнис и Пита се удружују са Фиником Одером из Дистрикта 4 и Мегс, његовом 80-годишњим менторком. Питу удара струја кад налети на поље силе арене, а група касније буде присиљена да побегне од отровне магле. Мегс се жртвује како би допустила Финику да спаси ослабљеног Питу. Кетнис и Пита се удружују са Џоаном Мејсон из Дистрикта 7 и изузетно интелигентним Битијем и Вајрес из Дистрикта 3. Вајрес говори да је арена уређена попут сата, при чему се свака опасност дешава у одређено време и на месту током једног сата. Међутим, она бива убијена, а као одмазду Кетнис и Џоана убијају трибуте из Дистрикта 1. Преостали трибути раде према Битијевом плану да искористи муње за струјни удар који ће погодити трибуте из Дистрикта 2, који се касније умешају и ремете план. Кетнис својим луком и стрелом усмерава муњу у поље силе, уништавајући га и онесвешћујући себе.
Кетнис се буди у летелици на путу до Дистрикта 13 са Фиником, Битијем и Хејмичом. Она сазнаје од Хејмича и Плутарха Хевенсбија, главног творца Игара, да је постојао план за спасавање Кетнис, која је сада живи симбол побуне. Капитол је заробио Питу, заједно са Џоаном и трибутом из Дистрикта 2, Енобаријом. Кетнис касније сазнаје од Гејла да је, иако су њена породица и неки други становници избегли, Дистрикт 12 уништен.